# Alesbury Bros.
Alesbury Bros. war ein britischer Automobilhersteller, der zwischen 1907 und 1908 in Edenderry im irischen County Offaly ansässig war. Dieses Gebiet gehörte damals zum Vereinigten Königreich von Großbritannien und Irland.
Es gab nur ein einziges Modell, den 8/10 hp. Vorgestellt wurde das Modell 1907 in Dublin und wurde mit Motoren der amerikanischen Motorenfabrikaten Stevens (8 PS) und Duryea (10 PS) angeboten. 1908 musste sich das Unternehmen auf Grund der zu starken Konkurrenz aus Großbritannien bereits wieder zurückziehen.